# Palazzo Chigi
Palazzo Chigi è un edificio storico situato nel centro di Roma tra piazza Colonna e via del Corso. 
Adiacente a palazzo Montecitorio, dal 1961 è sede del governo italiano nonché residenza ufficiale del presidente del Consiglio.

## Storia

### Residenza nobiliare
Il nome del palazzo è quello di una facoltosa famiglia di banchieri di origini senesi, i Chigi, che lo acquistarono ad opera di Agostino nel 1659.
Il palazzo fu residenza di alcune tra le più importanti famiglie nobiliari di Roma.
Il 20 aprile 1770 Wolfgang Amadeus Mozart vi tenne un concerto alla presenza di Carlo Edoardo Stuart.
Fu poi sede dell'ambasciata del Belgio, del Regno di Sardegna, della Spagna e dell'Impero austro-ungarico.

### Sede istituzionale

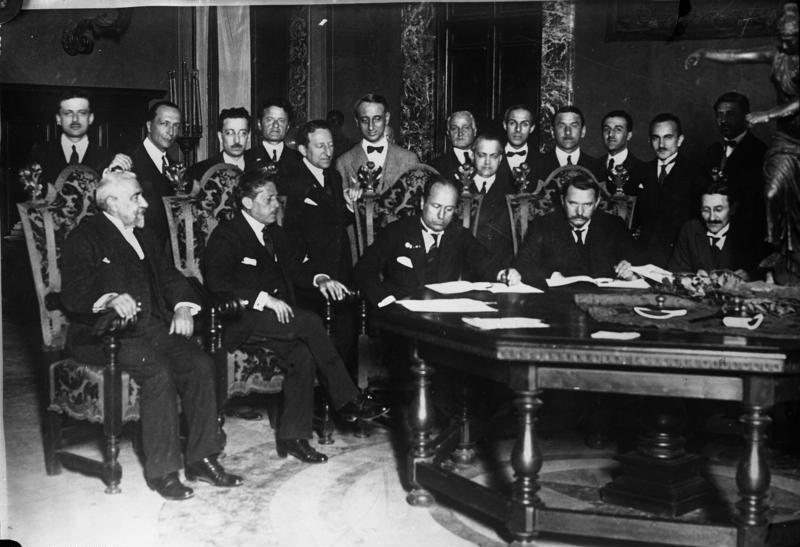
Mussolini e una delegazione russa presso l'attuale sala del Consiglio dei ministri

Nel 1916 venne acquistato definitivamente dallo Stato italiano. Divenne sede prima del Ministero delle colonie e poi del Ministero degli esteri nel 1922, quando la carica era ricoperta da Benito Mussolini, che la esercitava in aggiunta al suo ruolo di capo del Governo fascista; il duce stabilì il suo studio presso la galleria Deti. Affacciandosi dal suo balcone che fa angolo tra via del Corso e piazza Colonna (la cosiddetta Prua d'Italia), Mussolini pronunciò i primi discorsi che poi avrebbe replicato dal balcone di Palazzo Venezia. 
Dal 29 marzo 1961 il palazzo è divenuto la sede ufficiale del governo, prima ospitata presso il Palazzo del Viminale.
Il palazzo subì verso la fine del XX secolo un restauro, terminato il 7 novembre 1999. L'intervento ha coinvolto non solo le facciate, ma anche gli ambienti dello studio presidenziale, che il presidente Amato aveva trasferito in un'altra sala del palazzo, e che per l'occasione fu ristabilito nella sua collocazione originaria.
Il 28 aprile 2013, durante il giuramento del governo Letta davanti al presidente della Repubblica Giorgio Napolitano, fuori dal palazzo un uomo, Luigi Preiti, apre il fuoco contro due carabinieri, Giuseppe Giangrande e Francesco Negri, ferendo questi ultimi e una passante incinta.

## Pianta ed esterni
La struttura esterna del palazzo prende forma nella fase iniziale cinquecentesca, ma gli interni sono stati oggetto di continue modifiche: l'ultima di esse risale al 1916, quando sul palazzo il governo del Regno d'Italia esercitò il diritto di prelazione ai sensi della legge del 1909 sui beni di rilevante valore artistico.
Palazzo Chigi è caratterizzato da una pianta regolare di forma rettangolare. L'ingresso principale è quello su via del Corso, anche se la facciata più celebre è quella che dà su piazza Colonna. Dall'ingresso sulla piazza, aperto solo dal 1740, si accede all'elegante cortile d'onore, da cui si accede alle sale del primo piano mediante un imponente scalone d'onore, opera dell'architetto Felice della Greca e fatto costruire dai Chigi nella seconda metà del Seicento.
Salire lo scalone d'onore, dopo aver varcato il portone principale di Palazzo Chigi ed aver attraversato il cortile con la fontana di travertino che porta lo stemma dell'antica famiglia nobiliare, è un’esperienza che accomuna tutti i gli ospiti che il Presidente del consiglio incontra nella sede del Governo.
Dallo scalone si accede al piano nobile, che ospita le sale più importanti del palazzo. Queste sale che si affacciano nell'angolo tra via del Corso e piazza Colonna furono costruite, su commissione della famiglia Aldobrandini, dall'architetto romano Matteo da Castello nel XVI secolo.

## Gli interni
Le sale più importanti di Palazzo Chigi si trovano al piano nobile. Esse corrispondono attualmente allo studio del Presidente del Consiglio, alla sala che funge da anticamera, alla sala del Consiglio dei ministri e ad alcuni salottini attigui.
Questa parte del Palazzo coincide pressappoco con l'antico edificio fatto costruire dalla famiglia Aldobrandini su progetto di Matteo da Castello, il famoso architetto della Roma cinquecentesca.
Le sale sono:
- La sala delle "Galere"
- La sala dei mappamondi
- La sala del Consiglio dei ministri
- Il salottino giallo
- L'anticamera del Presidente del Consiglio
- Lo studio del Presidente del Consiglio
- La galleria Deti
- La sala delle Repubbliche Marinare
- Il primo salone degli arazzi
- Il secondo salone degli arazzi
- La sala verde
- Il salone d'oro
- La sala delle marine
- La sala pompeiana

### La Sala dei Galeoni o delle Galere
La Sala prende il nome dai cinque bassorilievi in stucco bianco raffiguranti delle galere in navigazione, collocati sopra le porte della sala nel 1917 quando Palazzo Chigi divenne sede del Ministero delle colonie.
Gli stucchi richiamano il ricco cornicione che gira intorno alle pareti, decorato con 72 volti di donna, uno diverso dall'altro, che simboleggiano le etnie del mondo. La Sala è impreziosita da un grande lampadario di Murano di gusto settecentesco, ma di recente fattura. Alle pareti due grandi tele di Giovan Battista Pace, che riproducono gli affreschi del Cavalier d’Arpino situati nel Palazzo dei Conservatori in Campidoglio: la Battaglia di Tullo Ostilio contro i Veienti e i Fidenati e il Combattimento tra gli Orazi e i Curiazi.
Nella Sala si trovano le due terrecotte settecentesche Il Giorno e la Notte di Bartolomeo Cavaceppi. Nella sala si trova anche una copia dell'affresco Incontro di Leone Magno con Attila di Raffaello Sanzio (l'originale è custodito nei Musei Vaticani).
Solitamente questa Sala è utilizzata per le dichiarazioni alla stampa del Presidente del Consiglio al termine degli incontri con i Capi di Stato e di Governo.

### La Sala delle Quattro Stagioni o dei Mappamondi
Funge da anticamera alla sala del Consiglio dei ministri, ed è così chiamata per la presenza di due globi del XVII secolo posti ai lati della porta che accede alla sala del Consiglio, rappresentanti la sfera celeste e la sfera terrestre.
Notevoli le porte settecentesche con specchi e intagli dorati e le decorazioni realizzate nel 1857 in stile neoclassico. Gli affreschi raffigurano le quattro stagioni ed altre figure allegoriche.

### L'anticamera del Presidente
La sala si affaccia direttamente su Piazza Colonna ed è dotata di una raffinata fascia affrescata con alcuni quadretti, posti in corrispondenza delle finestre, illustranti episodi tratti dalla vita del cardinale Pietro Aldobrandini. Il pregevole camino risale al XVIII secolo.
Sopra il camino è posta una specchiera e due salotti romani tutti del '700 e un arazzo delle manifatture di Bruxelles del XVI secolo.

### Lo studio del Presidente del Consiglio
Vi si accede direttamente dall'anticamera; si tratta di un ambiente alquanto sobrio, decorato solo con alcuni semplici fregi del XVII secolo. Dietro la scrivania, viene conservata una preziosa Sant'Agnese del Domenichino, copia di un originale del Tiziano conservato nel museo del Prado di Madrid.
Sopra la porta di accesso alla Galleria Deti, i restauri dell'ultimo decennio del XX secolo, hanno riportato alla luce una secentesca raffigurazione dell'episodio biblico di Giona e la balena.

### La Sala del Consiglio dei ministri

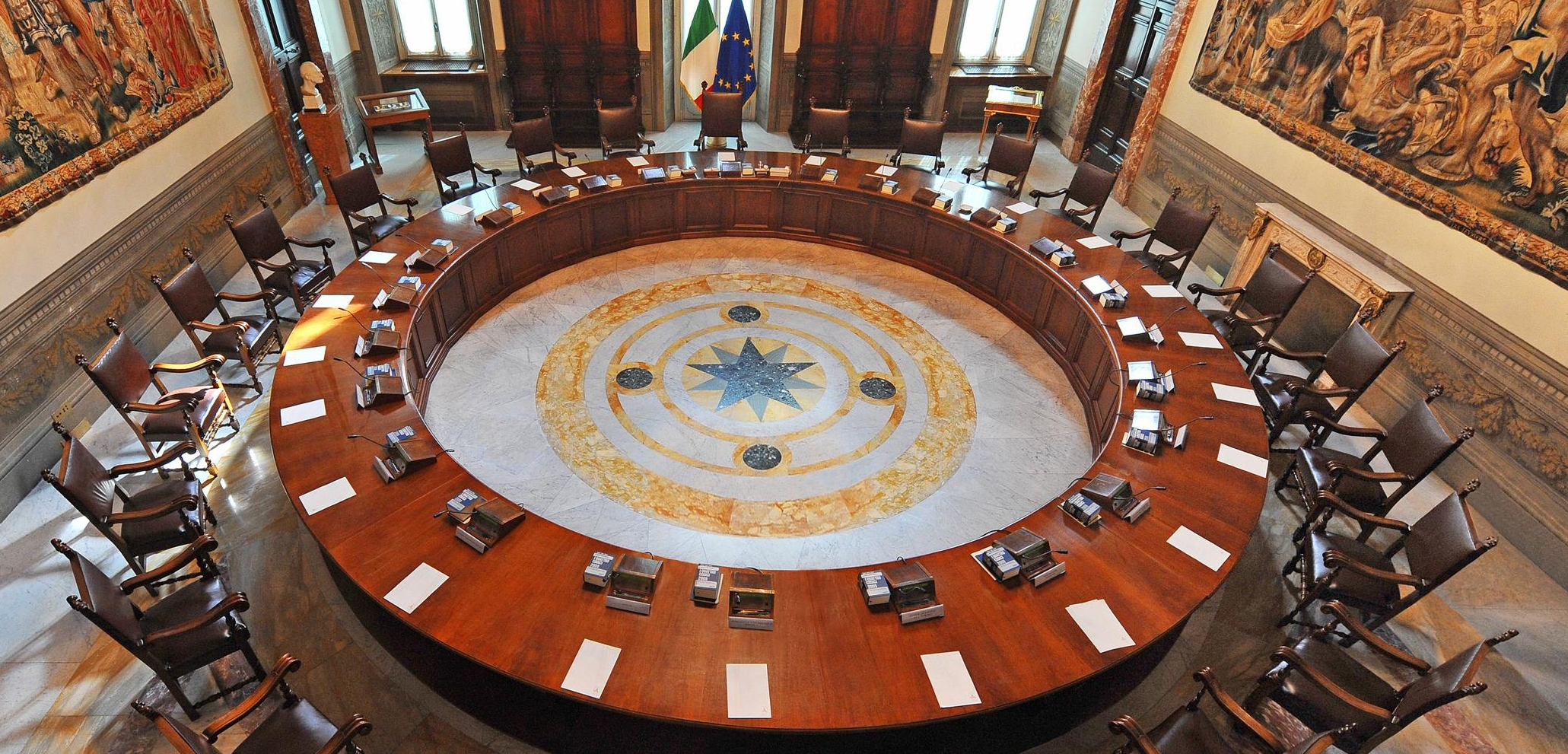
La sala del Consiglio dei Ministri a Palazzo Chigi

È la sala che si affaccia sul balcone centrale della facciata su via del Corso.
Le pareti sono decorate da quattro arazzi della scuola del Rubens, da un coro ligneo di gusto cinquecentesco (proveniente dalla distrutta cappella interna dei Chigi) e da un caminetto della fine del XVIII secolo in marmo bianco. Il soffitto è decorato con travi di legno, arricchito con un fregio del 1665 del pittore austriaco Giovanni Paolo Schor.

### La galleria Deti

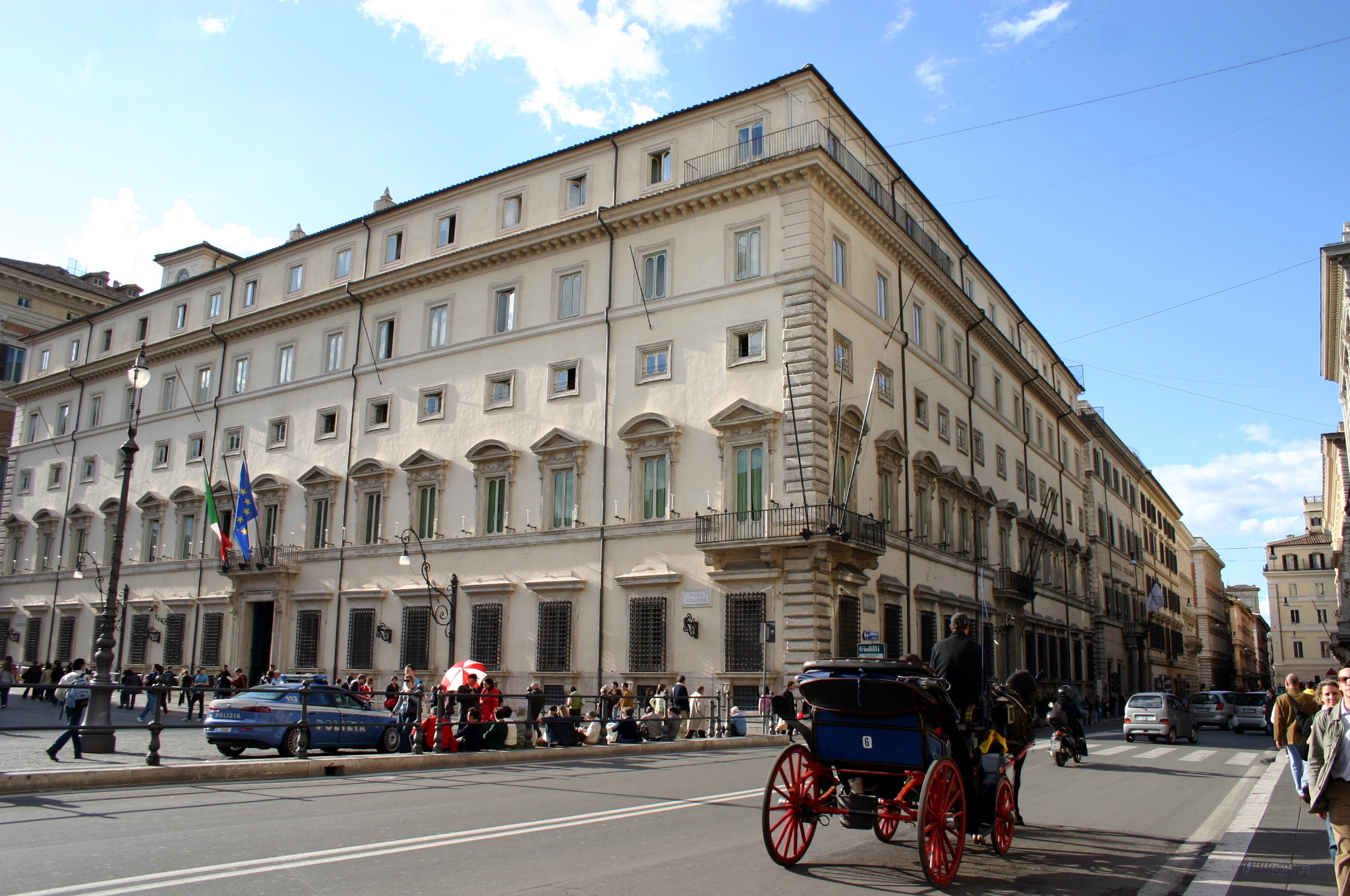
Palazzo Chigi visto da Via del Corso; il balcone in primo piano è la cosiddetta Prua d'Italia

Posta all'angolo tra il corso e piazza Colonna, la galleria prende il nome dal suo ideatore, il cardinale Giovanni Battista Deti. 
Questa sala, oggi adibita a salotto di cortesia, fu riccamente decorata con stucchi dorati e affrescata con soggetti biblici e figurazioni araldiche da Flaminio Allegrini tra il 1616 ed il 1625
Il 4 novembre 1925 il deputato Tito Zaniboni organizzò il primo tentativo di attentato contro Benito Mussolini, che aveva in questo ambiente il suo studio privato di ministro degli esteri; Zaniboni avrebbe voluto sparare da un balcone dell'antistante albergo Dragoni quando il Duce si fosse affacciato per celebrare l'anniversario della vittoria nella prima guerra mondiale, ma venne arrestato prima di poter agire in quanto una persona a lui vicina informò la polizia delle sue intenzioni.

### Il Salone d'Oro
Si trova al secondo piano nobile di Palazzo Chigi con affaccio su piazza Colonna.
Presenta una ricchissima decorazione dorata (donde il nome), che ricopre sia le pareti che il soffitto, realizzata tra il 1765 e il 1767 in occasione del matrimonio del principe Sigismondo Chigi con Maria Flaminia Odescalchi. 
Sotto la guida dell'architetto Giovanni Stern, hanno operato:
- Tommaso Righi per i putti, i grifoni e le figure femminili e maschili che, in bassorilievo, decorano le pareti e per le grandi ninfe cacciatrici sopra le porte, sostenenti i dipinti del fiammingo Giovanni De Momper;
- Andrea Mimmi per il pavimento intarsiato;
- Giovanni Angeloni per i lacunari del soffitto e il fregio che lo circonda;
- Giovan Battista Gaulli (detto il Baciccio) per la tela seicentesca al centro del soffitto “Diana spiante il sonno di Endimione” del 1668;
- Luigi Valadier per la decorazione a fogliame in metallo fuso e dorato che incornicia gli specchi e forma la base delle lampade.

Assieme alla Sala delle Marine va a formare l'appartamento del Presidente.